# J. Adam Larose
Pour les articles homonymes, voir Larose.
J. Adam Larose (plus connu sous le nom de J. Larose) est un acteur navajo américain. Il est connu pour son interprétation du personnage de Troy dans Saw III et Saw IV.

## Filmographie

### Cinéma
- 2001 : Identity Lost : Terry Brooks
- 2006 : Saw 3 : Troy (en tant que J Larose)
- 2007 : Saw 4 : Troy
- 2008 : Repo! The Genetic Opera : Geneco Spokesperson
- 2009 : Hymns of You
- 2010 : Insidious : Long Haired Fiend
- 2010 : Mother's Day : Hospital Security Garde
- 2010 : The Tenant : Jeff
- 2010 : The Tortured : Hunter
- 2011 : 11 : Wayne (non crédité)
- 2011 : Cassadaga : Heath
- 2011 : The Arcadian : The Lighthouse Keeper
- 2012 : The Baytown Outlaws : Helaku
- 2012 : The Devil's Carnival : The Major
- 2012 : The Forest : Ranger Bob
- 2012 : The Lost Episode : Willard
- 2012 : To Write Love on Her Arms : Echo
- 2012 : Two Days : Undercover Officer
- 2013 : Free Ride : DEA
- 2013 : Insaisissables : Willy Mears (en tant que J Larose)
- 2013 : Insidious : Chapitre 2 : Long Haired Fiend
- 2013 : Missionary : Sarge Powell
- 2013 : Rockabilly Zombie Weekend : Curtis
- 2014 : All the Devils Are Here : Walker
- 2014 : Hidden in the Woods : Holden (en tant que J Larose)
- 2014 : Last Shift : Patrick Black
- 2014 : Sex Ed : Drunk #1 (en tant que J. Larose)
- 2014 : The Summoning : Harold
- 2015 : Dark Places : Trey Teepano (en tant que J LaRose)
- 2015 : Wind Walkers : Neelis Kingston
- 2016 : Abattoir : Kyle (en tant que J. Larose)
- 2016 : Alleluia! The Devil's Carnival : The Major
- 2016 : Boonville Redemption : Candelario
- 2016 : Dead Wedding : Curtis
- 2017 : HeartBreak : John Vance
- 2018 : Extremity
- 2018 : Sky Sharks : Martin Keele
- Date inconnue : Big Top Evil
- Date inconnue : The Legacy of Avril Kyte

### Courts-métrages
- 2000 : Butterfly Dreams
- 2005 : The Crown of Rust
- 2006 : Love in the Time of Rarebit
- 2006 : Repo! The Genetic Opera
- 2013 : Amazing Grace
- 2013 : Fiend Fatale

### Télévision

#### Séries télévisées
- 1998 : De la Terre à la Lune : Anesthesiologist
- 1999 : Mortal Kombat : Warrior
- 2001 : Sheena : Raoul
- 2002 : In Search of : Ancient Man
- 2005 : Mind of Mencia : Native American
- 2008 : Fear Itself : Thug
- 2009 : Emissary
- 2009 : Potter's Field: Web Series : Okumse
- 2010 : Running Wilde : Inuit Man
- 2014 : Banshee : Thompson
- 2014 : Salem : Shaman
- 2014 : Spaceship Florida : Nokosi
- 2016 : Ray Donovan : Ed
- 2017 : Fear the Walking Dead : Old Nation Man
- 2017 : The Son : Thick Hair

#### Téléfilms
- 2010 : Mandrake : Shaman
- 2011 : Workers' Comp : Sherwood
- 2012 : Outlaw Country : Straw Perry
- 2015 : Attirance interdite : Mr. Reed
- 2016 : Noose Jumpers : The Stranger